# Leave the Story Untold
Leave the Story Untold è il primo album in studio del gruppo musicale belga Soulwax, pubblicato nel 1996.

## Tracce
1. Intro
2. Reruns (Daisy Duke)
3. Caramel
4. Kill Your Darlings
5. Great Continental Suicide Note
6. Soul Simplicity
7. Rooster
8. Tales of a Dead Scene
9. Hammer & Tongues
10. Spending the Afternoon in a Slowly Revolvin' Door
11. About It Song
12. Long Distance Zoom
13. Vista Grande
14. Acapulco Gold